# Haskell Curry
Haskell Brooks Curry (Millis, 12 settembre 1900 – State College, 1º settembre 1982) è stato un matematico e logico statunitense.
Figlio dell'educatore Samuel Silas Curry, studiò all'Università di Harvard e ricevette il dottorato a Gottinga nel 1930, sotto la supervisione di David Hilbert. Insegnò a Harvard, Princeton, e poi dal 1929 per 35 anni all'università statale della Pennsylvania. Nel 1942 espose il paradosso di Curry. Nel 1966 divenne professore di matematica all'università di Amsterdam. Morì in State College, Pennsylvania.
Nel campo della logica matematica, specialmente in logica combinatoria, il lavoro principale di Curry fu quello di gettare le fondamenta per un linguaggio di programmazione funzionale.
I linguaggi funzionali Haskell e Curry furono chiamati così in suo onore, così come il concetto di curryficazione in logica combinatoria. In seguito, partendo dai suoi lavori, vennero definiti il lambda calcolo e la programmazione funzionale.